# Трава зелена
«Трава зелена» — радянський двосерійний телефільм 1986 року, знятий режисером Володимиром Назаровим на кіностудії «Мосфільм».

## Сюжет
Мирно протікає життя в родині Анни та Миколи, хоча дружина щодня зустрічає та проводжає пароплав, на якому працює Іван — її перше кохання. Анна — відводить колгоспних корів від сільського «активіста» Репьохіна, безвідповідального та несерйозного типа, і ховає їх на покинутому займищі. Розслідування цієї справи доручено лейтенанту міліції Коржову.

## У ролях
- Ірина Резнікова — Анна Антипова
- Валерій Золотухін — Микола, чоловік Анни, сільський автоконструктор-аматор
- Тетяна Агафонова — Анфіса, самотня сільська сусідка, що повернулася із міста
- Георгій Ніколаєнко — Павло Коржов, старший лейтенант міліції
- Стасіс Петронайтіс — Іван Селіванов, матрос, перше кохання Анни
- Олександр П'ятков — Боря Репьохін, зоотехнік
- Ірина Климова — Настя, дочка Анни та Миколи
- Владислав Демченко — Льошка, наречений Насті, кіномеханік, хлопець із міста
- Станіслав Чекан — дід Матвій, колгоспний сторож
- Катерина Голубєва-Польді — Катя, дочка Анфіси
- Валерій Бєляков — бригадир ремонтників
- Юрій Думчев — «просторовий дядько»
- Олексій Аношкін — епізод
- В. Буділов — епізод
- Л. Власкіна — епізод
- Марина Лобишева-Ганчук — доярка
- Валерій Головненков — шофер
- Петро Засецький — епізод
- О. Зав'ялова — доярка
- Ірина Дітц — Таня, подруга Насті
- Юрій Кирєєв — епізод
- Я. Ковальова — епізод
- Галина Куликовська — епізод
- Євгенія Лижина — баба Кланя (озвучила Марія Виноградова)
- Д. Пряхін — епізод
- Тамара Совчі — Тамара, дружина зоотехніка Репьохіна
- Олександр Своротенін — епізод
- Володимир Ткалич — епізод
- Ольга Шрамко — епізод
- Віктор Чеботарьов — епізод
- Сергій Чекан — матрос
- Микола Фомін — епізод
- Геннадій Юхтін — капітан річкового теплохода
- Андрій Костякін — сільський хлопець
- Сергій Бистрицький — епізод

## Знімальна група
- Режисер — Володимир Назаров
- Сценаристи — Віктор Потєйкин, Володимир Назаров
- Оператори — Сергій Вронський, Володимир М'ясников
- Композитор — Олександр Журбін
- Художник — Олексій Лебедєв